# آی‌هنت‌گراناته ۳۹
آی‌هنت‌گراناته ۳۹ (به آلمانی: Eierhandgranate 39 - نارنجک دستی تخم مرغی) یک نارنجک ترکش‌دار ساخت آلمان در سال ۱۹۳۹ بود که در جنگ جهانی دوم مورد استفاده قرار گرفت.